# Grandes figures africaines
Grandes figures africaines (frz.; etwa: Große afrikanische Persönlichkeiten) ist eine von afrikanischen Autoren gestaltete französische Buchreihe zu Persönlichkeiten der Geschichte Afrikas. Die Mitte der 1970er Jahre begonnene Reihe umfasst einige Dutzende Bände und erscheint in Paris. Die Reihe wurde größtenteils vom A.B.C. (Afrique biblio-club) produziert. Eine andere beim A.B.C. erscheinende Reihe ist Histoire générale de l'Afrique.

## Bände (Auswahl)
Die folgende Übersicht erhebt keinen Anspruch auf Aktualität oder Vollständigkeit:
- Affonso 1er, le roi chrétien de l'ancien Congo. M'Bolkolo, Elikia. ABC - Nouvelles Editions (...) - 1975
- Alfa Yaya roi du Labe (Fouta Djallon). Diallo, Thierno. ABC - Nouvelles Editions (...) - 1984
- Amadou Bamba: fondateur du mouridisme. Kaké, Ibrahima Baba; Rouzet, Alexandra. Paris, France : A.B.C ; Dakar, Sénégal ; Abidjan, Côte-d'Ivoire : N.E.A,. [1976]
- Aniaba, un Assinien à la cour de Louis XIV. Diabate, Henriette; Lambert, Gilles. ABC - Nouvelles Editions (...) - 1975
- Anne Zingha: reine d'Angola, première résistante à l'invasion portugaise. Kaké, Ibrahima Baba. ABC - Nouvelles Editions (...) - 1975
- Askia Mohamed, l'apogée de l'empire Songhay. Kaké, Ibrahima Baba; Comte, Gilbert. ABC - Nouvelles Editions (...) - 1976
- Béhanzin: roi d'Abomey. Amegboh, Joseph, dit Barthélémy Elaud. Libreville : Lion ; Dakar [etc] : NEA, 1983
- Le roi Denis: La première tentative de modernisation du Gabon. M'Bokolo, Elikia; Rouzet, Bernard. ABC - Nouvelles Editions (...) - 1976
- Dona Béatrice, la Jeanne d'Arc congolaise. Kaké, Ibrahima Baba. ABC - Nouvelles Editions (...) - 1976
- Dinah Salifou, roi des Nalous. Diallo, Thierno. ABC - Nouvelles Editions (...) - 1977
- Djouder, la fin de l'empire Songhay. Kaké, Ibrahima Baba. ABC - Nouvelles Editions (...) - 1975
- Hampâté Bâ: l'homme de la tradition. Devey, Muriel. Nouvelles Editions Africa (...) - 1993
- Guezo: la rénovation du Dahomey. Djivo, Adrien. Paris : ABC ; Dakar ; Abidjan : Les Nouvelles Editions Africaines, 1978.
- Le prophète Harris. Le Christ noir des lagunes. Wondji, Christophe. ABC - Nouvelles Editions (...) - 1977
- Le fabuleux pèlerinage de Kankou Moussa, empereur du Mali. Kaké, Ibrahima Baba; Claival, Cécile. Nouvelles Editions Africa (...) - 1975
- Lat Dior, le dernier souverain du Cayor. Casanova, Marie; Kaké, Ibrahima Baba. ABC - Nouvelles Editions (...) - 1976
- Maba Diakhou Ba, almany du Rip (Sénégal). Thiam, Iba Der. ABC - Nouvelles Editions (...) - 1977
- Mamadou Lamine, marabout et résistant soninké. Kaké, Ibrahima Baba. ABC - Nouvelles Editions (...) - 1977
- Mirambo, un grand chef contre les trafiquants d'esclaves. M'Bokolo, Elikia; Garraud, Jean-Marie. ABC - Nouvelles Editions (...) - 1976
- Msiri, bâtisseur de l'ancien royaume du Katanga. M'Bokolo, Elikia. ABC - Nouvelles Editions (...) - 1976
- Njoya: réformateur du royaume Bamoun. Njoya, Adamou Ndam. ABC - Nouvelles Editions (...) - 1978
- El Hadj Omar le prophète armé. Ducoudray, Emile. ABC - Nouvelles Editions (...) - 1984
- Othman dan Fodio, fondateur de l'empire de Sokoto. Kane, Oumar. ABC - Nouvelles Editions (...) - 1976
- La Reine Pokou, fondatrice du royaume baoulé. Loucou, Jean-Noël, Ligier, Françoise. ABC - Nouvelles Editions (...) - 1977
- Rabah: conquérant des pays tchadiens. Amegboh, Joseph; Clairval, Cécile. Paris (23, rue Daubenton, 75005) : A.B.C. [Afrique biblio club]; Dakar ; Abidjan : NEA, 1977.
- Salou Casaïs, une idylle franco-songhay au Xve siècle. Kaké, Ibrahima Baba. ABC - Nouvelles Editions (...) - 1975
- Samori: la renaissance de l'empire mandingue. Person, Yves; Ligier, Françoise. Paris : ABC ; Dakar ; Abidjan : NEA, [1976]
- Simon Kimbangu: prophète et martyr zaïrois. Sinda, Martial. ABC - Nouvelles Editions (...) - 1978
- Sonni Ali-Ber, fondateur de l'empire songhay. Kaba, Lansiné. ABC - NEA - 1978
- Sylvanus Olympio, un destin tragique. Agboli, Atsutsé Kokouvi. NEAS - ABC - 1992